# Worlds Torn Asunder
 (février 2020).
Si vous disposez d'ouvrages ou d'articles de référence ou si vous connaissez des sites web de qualité traitant du thème abordé ici, merci de compléter l'article en donnant les références utiles à sa vérifiabilité et en les liant à la section « Notes et références ».
Albums
Waking into Nightmares
(2009) IV: Empires Collapse
(2013)
Worlds Torn Asunder est le troisième album du groupe américain de thrash metal Warbringer, sorti le 27 septembre 2011 via Century Media. 

## Track listing
Toutes les paroles sont de John Kevill, sauf "Sacrifice" de Quorthon. Toutes les musiques sont signées Warbringer, sauf indication contraire.
| 1.    | Living Weapon                            | 4:21 |
| 2.    | Shattered Like Glass                     | 3:22 |
| 3.    | Wake Up... Destroy                       | 4:41 |
| 4.    | Future Ages Gone                         | 3:55 |
| 5.    | Savagery                                 | 5:02 |
| 6.    | Treacherous Tongue                       | 2:22 |
| 7.    | Echoes from the Void                     | 5:36 |
| 8.    | Enemies of the State                     | 3:11 |
| 9.    | Behind the Veils of Night (instrumental) | 3:21 |
| 10.   | Demonic Ecstasy                          | 5:33 |
| 11.   | Sacrifice (Bathory cover)                | 3:32 |
| 44:58 |                                          |      |

## Personnel
- Warbringer

- John Kevill - chant
- John Laux - guitare solo
- Adam Carroll - guitare rythmique
- Andy Laux - basse
- Carlos Cruz - batterie

Production
- Steve Evetts - production et mixage
- Dan Seagrave - artwork